# Litoria lorica
Litoria lorica е вид земноводно от семейство Дървесници (Hylidae). Видът е критично застрашен от изчезване.

## Разпространение
Разпространен е в Австралия.